# Championnats du monde de course en montagne longue distance 2017
Navigation
2016 2018
Les Championnats du monde de course en montagne longue distance 2017 sont une compétition de course en montagne qui s'est déroulée le 6 août 2017 à Premana en Italie. C'est le Giir di Mont qui accueille les championnats. Il s'agit de la quatorzième édition de l'épreuve.

## Nouveau règlement
Dans un souci d'uniformisation avec les autres championnats organisés par la World Mountain Running Association, le classement par équipes s'effectue dorénavant aux positions et non plus aux temps. De plus, afin d'améliorer la lisibilité des classements, l'épreuve des championnats s'effectue désormais par un départ séparé de l'épreuve populaire dans le cadre de laquelle les championnats sont organisés.

## Résultats
Sur le parcours de 32 km, le détenteur du record Petro Mamu mène la course en tête. Il termine néanmoins à près de 7 minutes de son record. À la suite d'un contrôle antidopage effectué une semaine plus tôt lors des championnats du monde de course en montagne 2017, il est contrôlé positif au fénotérol. Il perd son titre qui revient à l'Italien Francesco Puppi. Le Suisse Pascal Egli hérite donc de la médaille d'argent et l'Américain Tayte Pollman du bronze,. L'Italie domine le classement par équipes devant les États-Unis et la République tchèque.
La course féminine est marquée par un duel entre l'Américaine Kasie Enman et l'Italienne Silvia Rampazzo, finalement à l'avantage de cette dernière. La Roumaine Denisa Dragomir complète le podium. L'Italie remporte le classement par équipes devant les États-Unis et la Roumanie.

### Individuel
| Rang               | Athlète               | Pays       | Temps           |
| ------------------ | --------------------- | ---------- | --------------- |
| DQ                 | Petro Mamu            | Érythrée   | 3 h 12 min 52 s |
| Médaille d'or      | Francesco Puppi       | Italie     | 3 h 14 min 37 s |
| Médaille d'argent  | Pascal Egli           | Suisse     | 3 h 18 min 13 s |
| Médaille de bronze | Tayte Pollman         | États-Unis | 3 h 24 min 46 s |
| 4                  | Alessandro Rambaldini | Italie     | 3 h 24 min 51 s |
| 5                  | Robert Krupička       | Tchéquie   | 3 h 25 min 40 s |
| 6                  | Luca Cagnati          | Italie     | 3 h 26 min 41 s |
| 7                  | Gil Pintarelli        | Italie     | 3 h 28 min 45 s |
| 8                  | Marcin Świerc         | Pologne    | 3 h 29 min 11 s |
| 9                  | Didier Zago           | France     | 3 h 33 min 14 s |
| 10                 | Christian Mathys      | Suisse     | 3 h 34 min 34 s |

| Rang               | Athlète              | Pays        | Temps           |
| ------------------ | -------------------- | ----------- | --------------- |
| Médaille d'or      | Silvia Rampazzo      | Italie      | 3 h 56 min 45 s |
| Médaille d'argent  | Kasie Enman          | États-Unis  | 3 h 57 min 30 s |
| Médaille de bronze | Denisa Dragomir      | Roumanie    | 3 h 59 min 34 s |
| 4                  | Petra Tratnik        | Slovénie    | 4 h 1 min 15 s  |
| 5                  | Victoria Wilkinson   | Royaume-Uni | 4 h 1 min 28 s  |
| 6                  | Addie Bracy          | États-Unis  | 4 h 7 min 20 s  |
| 7                  | Charlotte Morgan     | Royaume-Uni | 4 h 8 min 6 s   |
| 8                  | Ingrid Mutter        | Roumanie    | 4 h 9 min 10 s  |
| 9                  | Shelley Doucet       | Canada      | 4 h 11 min 10 s |
| 10                 | Antonella Confortola | Italie      | 4 h 11 min 43 s |

### Équipes
| Rang               | Pays                                                      | Points |
| ------------------ | --------------------------------------------------------- | ------ |
| Médaille d'or      | Italie Francesco Puppi Alessandro Rambaldini Luca Cagnati | 11     |
| Médaille d'argent  | États-Unis Tayte Pollman Mario Mendoza Cole Watson        | 36     |
| Médaille de bronze | Tchéquie Robert Krupička Ondřej Fejfar Jan Janů           | 50     |

| Rang               | Pays                                                          | Points |
| ------------------ | ------------------------------------------------------------- | ------ |
| Médaille d'or      | Italie Silvia Rampazzo Antonella Confortola Stéphanie Jiménez | 22     |
| Médaille d'argent  | États-Unis Kasie Enman Addie Bracy Kristi Spravzoff           | 28     |
| Médaille de bronze | Roumanie Denisa Dragomir Ingrid Mutter Iulia Gainariu         | 39     |